# Западная философия
Западная философия (англ. Western philosophy) — философская мысль и труды западной цивилизации, в отличие от восточных философий и многообразия автохтонных философий.
Исторически термин западная философия был сравнительно недавно введён для обозначения философского мышления западной культуры, начиная с древнегреческой философии в Древней Греции, в развитии со временем охватывая обширные территории Земли, включая Северную Америку и Австралию. Существуют споры о включении также территории Северной Африки, отдельных ареалов Среднего Востока, Восточной Европы и так далее. Слово философия происходит из древнегреческого языка: philosophia (др.-греч. φιλοσοφία), буквально, «любовь к мудрости» (др.-греч. φιλεῖν — philein «любить» и др.-греч. σοφία — sophia «мудрость», в смысле: знание).
В современной терминологии западная философия относится к двум основным «традициям» современной философии: аналитическая философия и континентальная философия.

## Происхождение
В понимание философии в древности и в сочинениях (по крайней мере некоторых) древних философов входили проблемы философии, существующие в настоящее время, но одновременно охватывались многие другие дисциплины, такие как: чистая математика и естественные науки (физика, астрономия, биология). Например, Аристотель писал сочинения по всем этим предметам.

## Субдисциплины западной философии
Западные философы обычно разделяются на несколько крупных направлений, которые отличает область исследований[прояснить]. В Античности было распространено деление философии, предложенное стоиками, на логику, этику и физику (изучение природы, включающее как естественные науки, так и метафизику). В современной философии специализация обычно следующая: метафизика, эпистемология, этика и эстетика. Логика иногда включается в основные разделы философии, иногда считается отдельной междисциплинарной наукой.
Внутри этих объёмных разделов философии сегодня присутствуют многочисленные субдисциплины. Существует наиболее общее разделение, в частности в англоязычных странах, на аналитическую и континентальную «традиции». Интерес к конкретным субдисциплинам может с течением времени возрастать и уменьшаться.

## Философия и другие дисциплины

### Естествознание
Первоначально термин философия применялся ко всем наукам о природе. Аристотеля занимали вопросы, которые в настоящее время, могут быть соотнесены с биологией, метеорологией, физикой, космологией, совместно с его метафизикой и этикой. Ещё в XVIII веке физику и химию классифицировали как «натуральная философия», то есть философское изучение природы. Сегодня эти области знаний отнесены к наукам и формально отделены от философии. Однако такое разделение неоднозначно: некоторые философы утверждают, что наука по-прежнему неразрывна связана с философией.
Сравнительно недавно психология, экономика, социология и лингвистика входили в поле научной деятельности философов, но в настоящее время имеется слабая взаимосвязь. Следует понимать различие между философией науки и наукой.

### Теология и религиозные изыскания
Подобно философии большинство религиозных изысканий не носит экспериментального характера. Область исследований теологии частично пересекается с философией религии. Аристотель рассматривал теологию как раздел метафизики, также многие философы до XX века уделяли большое внимание вопросам богословия. Поэтому теология и философия религии не являются несвязанными. Тем не менее, по своей методологии философия религии ближе к истории и социологии, чем к теологии.
В эмпирической традиции современной философии религиозные изыскания часто рассматриваются вне сферы знания. В философии XX века заметно меньше философов серьёзно занималось вопросами богословия.

### Математика
Математика использует очень специфичные и строгие методы доказательства, которым философы иногда (или редко) пытаются подражать. Большинство философских сочинений написано в прозе и обычно не достигает уровня математической чёткости. Как результат, математики не часто соглашаются с выводами философов, в свою очередь философы не часто соглашаются с результатами математиков, равно как с их методами.
Философия математики — раздел в составе философии науки, но математика имеет особенное отношение к философии: логика считается разделом философии и математика является парадигмальным примером логики. В конце XIX — начале XX веков логика сделала громадный прорыв в развитии, и чистая математика как доказывалось сводится к логике. В свою очередь, использование формальной логики в философии сродни использованию математики в науке.